# Gottschalcksches Haus (Sondershausen)
Das Gottschalcksche Haus, ehemaliges Stadtpalais, ist ein Barockpalais aus dem 18. Jahrhundert mit einer Vorgeschichte bis in das 14. Jahrhundert. Es ist eines der ältesten Häuser Sondershausens und hat kulturgeschichtliche Bedeutung als Wohnhaus berühmter Komponisten und Dirigenten des Loh-Orchesters.

## Geschichte
Als eines der ältesten Häuser Sondershausens trug es zuerst den Namen Utzbergischer Siedelhof. (Siede = Sedel: Sitz eines Lehnsmannes, Rittersitz ohne Befestigung für Adelige, die von Abgaben befreit waren.)
1377 bekam Heise von Heienrode (Schreiber beim Grafen) den Hof von den (Gebrüder) Grafen zu Schwarzenburg verliehen. Erweiterungen des Grundstücks erfolgten durch Kauf und Schenkung. 1484 wird der Hof an Günther von Utensberg (= Utzberge, Stammsitz in Vieselbach bei Erfurt) belehnt. Als Letzter der Familie auf diesem Hof wird Mathes Utensberg 1564 genannt.
1621 und 1640 wurde das Gebäude durch Brände vernichtet. Den Neuaufbau veranlasste 1654 ein Philipp Zimmermann (ein Kornschreiber).1683 erbte testamentarisch Graf Christian Wilhelm von Schwarzburg-Sondershausen den Hof, den er bereits 1684 an den Kammerjunker und Jägermeister Hans von Minnigerode wieder verkaufte.
Nach weiteren Besitzerwechseln trat 1729 der Regierungsadvokat Friedrich Hermann Theodor Gottschalck als Eigentümer auf. Diese Gottschalcks stammen aus Holstein. (Obwohl es damals den Namen bereits im Umkreis von Sondershausen gab, bestanden zu diesen keine verwandtschaftlichen Beziehungen.) Ein Nachfahre der Familie aus Holstein (Johann Andreas Gottschalck) praktizierte als Arzt 1699 in Großenehrich und wurde dort auch Bürgermeister. Er ist der Gründer des Familienstammes in Sondershausen.
1773 Abriss des Utzbergischen Siedelhofs und Neubau (1773 bis 1779), veranlasst von Karl Gottschalck, dem Sohn des Erwerbers. Plan und Ausführung des Baues von Johann Friedrich Rudolf Steiner aus Braunschweig, welcher vorher am Bendelebener Schloss tätig war. Der prachtvolle und daher kostspielige Bau erhielt an der Nordseite ein Portal mit 4 Steinsäulen, einen Altan (Söller) tragend, der mit einem schmiedeeisernen, vergoldeten Geländer geschmückt war. Die Dachecken liefen in 4 kupferne Speier von 2,10 m Länge mit Drachenköpfen aus. Die Innenausstattung war ebenso kostbar. An Vergoldungen wurde nicht gespart. Das Haus wurde von G. Lutze als eine Patrizierwohnung im Rokokostil bezeichnet.

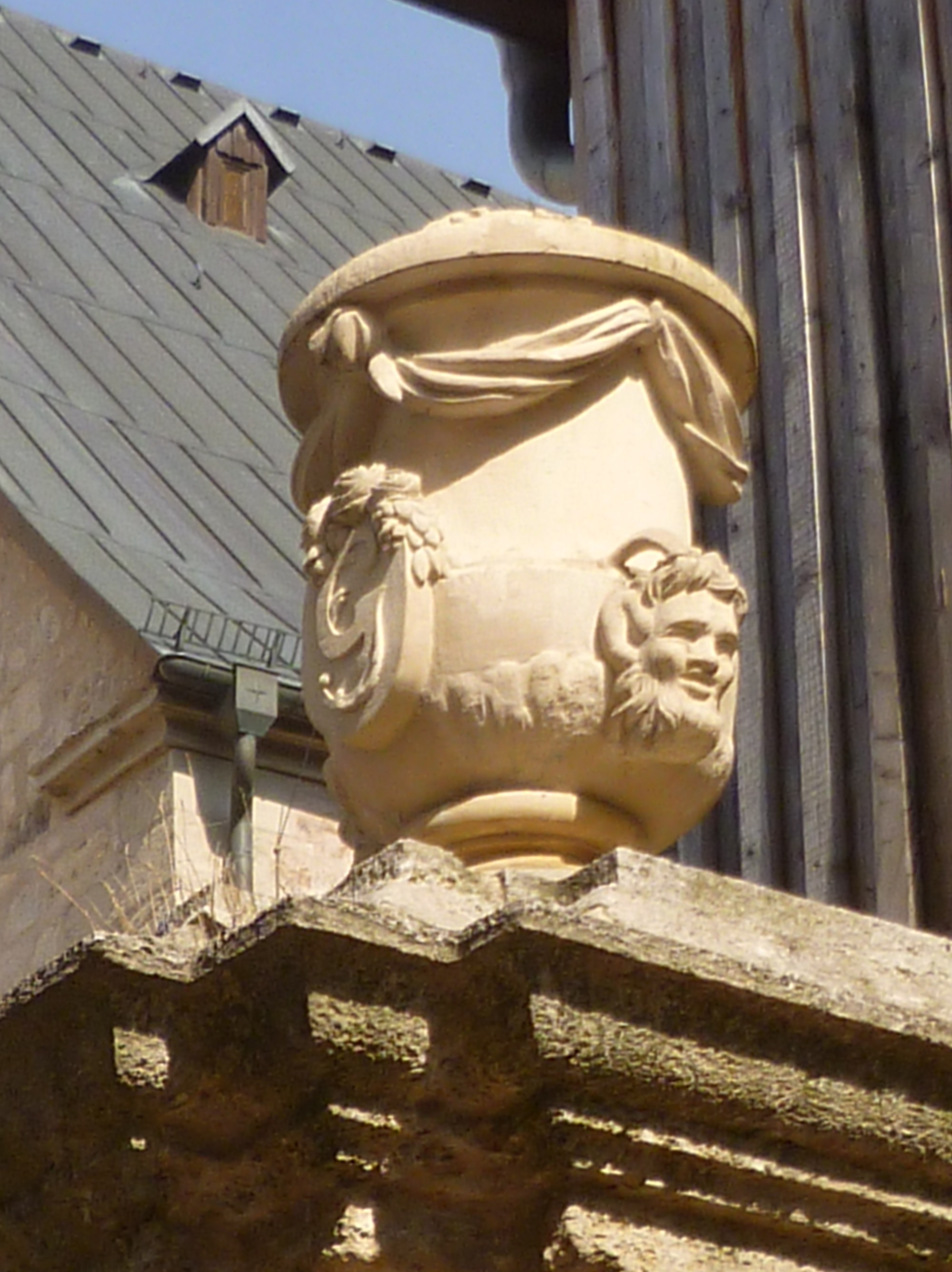
Detail der Fassade

Das Grundstück reichte südwärts bis an die Stadtmauer, auf die ein Gartenhäuschen gesetzt wurde, welches man Anfang des 20. Jahrhunderts wieder entfernte. Vor Baubeginn des Haupthauses entstand an der Ostseite des Hauses ein Nebengebäude. Es diente in der Mitte des 19. Jahrhunderts als Zeichensaal des Gymnasiums und als Handwerkerfortbildungsschule.
Nach vergeblichen Verkaufsversuchen 1834 und 1838 erwarb Adolf Gottschalck, der älteste Sohn aus Karl Gottschalcks vierter Ehe, das Haus von den übrigen Erben als seinen Alleinbesitz. Noch 1919 gehörte das Haus einer Erbengemeinschaft seiner Nachkommen. Im 19. Jahrhundert und in der 1. Hälfte des 20. Jahrhunderts wohnten hier Komponisten und Dirigenten des Loh-Orchesters (Max Bruch von 1867 bis 1870, die Witwe Carl Corbachs und andere).
Nach 1945 wurden Ausgebombte, Flüchtlinge und Vertriebene einquartiert. Bis 1972 war es noch bewohnt. Die letzte Mieterin war die Witwe Carl Corbachs. Von da an verfiel das Haus und war dem Vandalismus ausgesetzt. Wegen Einsturzgefahr musste es baupolizeilich gesperrt werden. Nach dem Aufsetzen eines Notdaches 1979 diente es als Lagerhalle des Kreisbaubetriebes. Mehrere Anläufe einer Sanierung scheiterten an den finanziellen und materiellen Möglichkeiten. Ein Plan sah vor, es als Klubhaus der Bauarbeiter zu nutzen.
Nach der Wende dachte man an ein Bürgerhaus mit kulturellen Teilaufgaben.

## Wiederaufbau
2002 erwarb die „Wippertal“ WBG, Wohnungsbau- und Grundstücksgesellschaft mbH, das Gebäude. Sie trat als Bauherr auf und übertrug die Planung und Bauausführung dem Architekturbüro Omnia aus Sondershausen.
Die äußere Hülle blieb originalgetreu erhalten. Das nicht mehr vorhandene Mansarddach wurde in ursprünglicher Form nachgebildet. Es erhielt eine Anzahl geschmackvoller Gauben mit Titanzinkblechbewahrung. Aus dem Originalbau wurden außerdem in den Neubau die durchgehende Pilastergliederung, die barocke Füllungstür, die Säulen und der Gewölbekeller einbezogen. An der Südseite wurden zusätzlich für die Ober- und Dachgeschosswohnungen Balkone angebracht. Probleme gab es im Innenausbau durch überhohe Fenster, die jetzt 2 Nutzebenen bedienen. Durch die partielle 3-Geschossigkeit bieten sich Vorteile der Nutzung und Vermietung. Im Dezember 2003 wurde die Bautätigkeit abgeschlossen.

## Nutzung
Das Gottschalcksche Haus in der Lange Str. 34 erhielt durch den Umbau 7 Wohnungen und 2 Gewerberäume.

## Nachweise
1. ↑  Regierungs- und Intelligenz-Blatt vom 9. März 1834, S. 86f., und Fürstlich Schwarzb. Regierungs- und Intelligenz-Blatt vom 16. Juni 1838, S. 201f.